# Tian Shan
Il Tian Shan o Tien Shan (in cinese: 天山S, TiānshānP, T’ien ShanW; lett. "Montagne Celesti"; in russo Тянь-Шань?, Tjan'-Šan') è un vasto sistema montuoso, posto al confine tra Asia centrale e orientale, esteso per circa 2.500 km da ovest/sud-ovest a est/nord-est e largo circa 500 km in alcuni punti delle sue estremità orientale e occidentale, ma solo circa 350 km nella sua parte centrale, costituendo prevalentemente il confine tra Cina e Kirghizistan e tagliando in due l'antico territorio del Turkestan.

## Geografia
Confina a nord con il bacino di Junggar (o Zungaria) della Cina nord-occidentale e con le pianure del Kazakistan meridionale e a sud-est con il bacino del Tarim (o Talimu). A sud-ovest i monti Hisor (o Gissar) e Alay del Tagikistan si ricollegano ad alcuni punti del Tien Shan, facendo delle valli dell'Alay, del Surkhandarya e dello Hisor i confini del sistema, assieme al Pamir a sud. Comprende anche i monti Shū-Ile e i monti Qarataū, che si spingono verso nord-ovest nelle pianure del Kazakistan orientale. Entro questi confini l'area totale occupata è di circa 1.000.000 di km².
Le vette più alte sono un gruppo centrale di montagne formanti un nodo, dal quale varie creste montuose si estendono lungo i confini tra Cina, Kirghizistan e Kazakistan; queste vette sono il Pik Pobedy (in kirghiso Jengish Chokusu), che con i suoi 7.439 m è la cima più alta della catena, e il Picco Khan Tängiri (in kirghiso Kan-Too Chokusu), che raggiunge i 6.995 m ed è la vetta più alta del Kazakistan.

### Morfologia

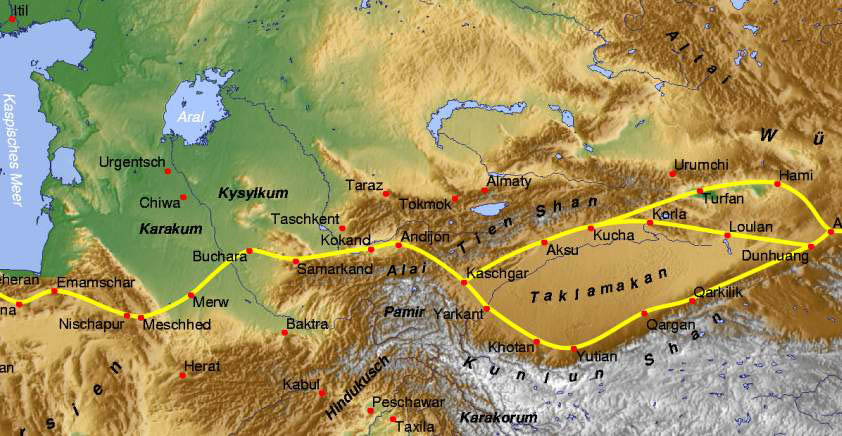
Il Tien Shan con il percorso dell'antica Via della seta.

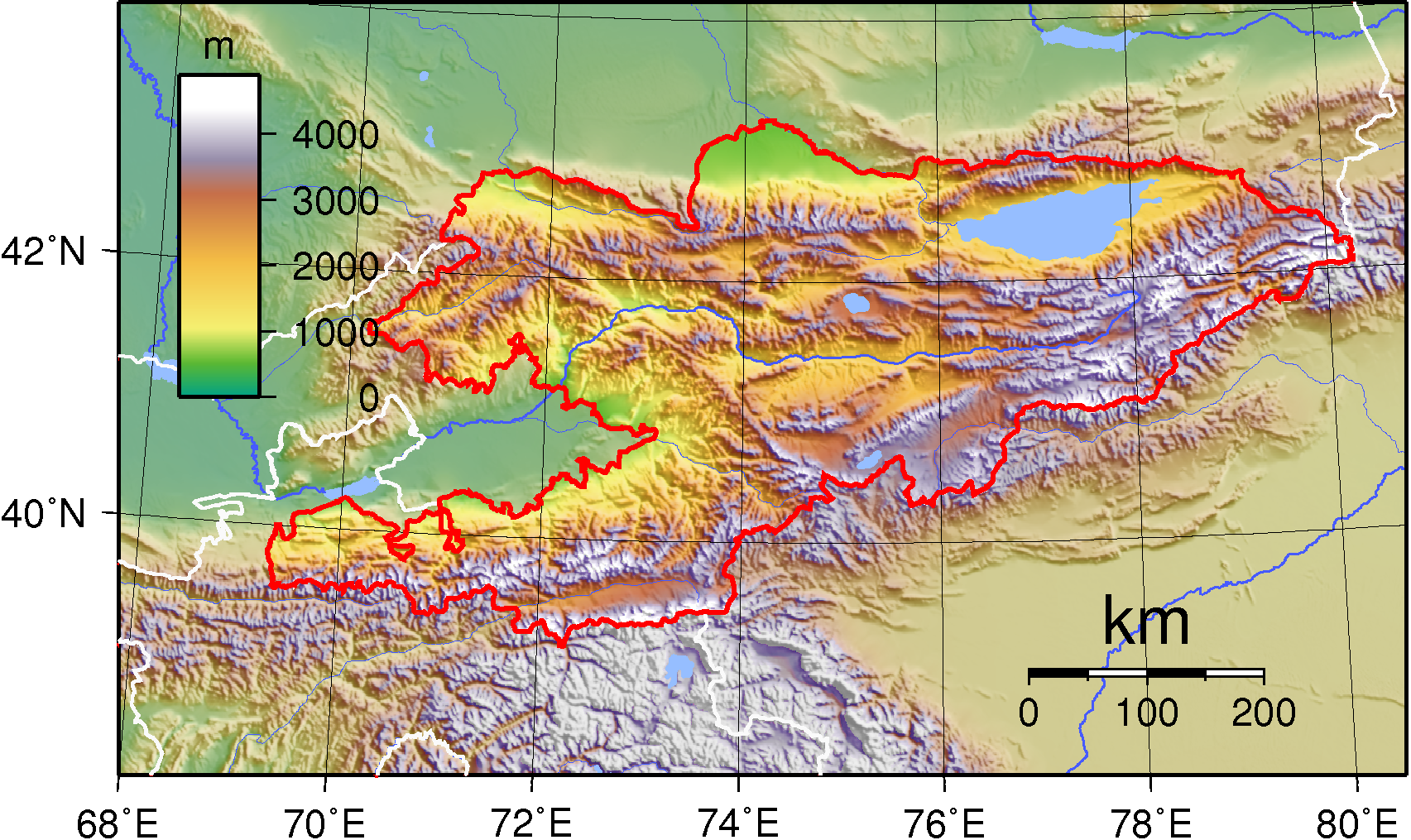
Il Kirghizistan (confini delineati in rosso). La rientranza a ovest è la valle di Fergana

Il rilievo è caratterizzato da una combinazione di catene montuose e da una serie di valli e bacini intermedi che si allungano generalmente da est a ovest. La depressione più profonda nel Tien Shan orientale è la depressione di Turfan (o Turpan), regione in cui si trova il punto più basso dell'Asia centrale - 154 m sotto il livello del mare. Quindi, le differenze di altitudine sul Tien Shan sono estreme, superando i 7 km. L'estensione orientale della depressione di Turpan è il bacino di Hami (o Qumul); entrambi i bacini sono cinti a nord dai monti Bogda, che raggiungono i 5.445 m di altitudine, e dall'estremità orientale del Tien Shan, i monti Karlik, che raggiungono un'altitudine massima di 4.925 m.
Le montagne sono di tipo alpino, con pendici impervie; lungo le loro creste si estendono ghiacciai. I bacini sono cinti a sud dai monti Qoltag, poco elevati. A ovest della depressione di Turfan vi è uno dei più grandi nodi orografici del Tien Shan orientale: i monti Eren Habirga, che raggiungono i 5.550 m. Tale catena presenta un considerevole sviluppo glaciale, nonché numerose forme del rilievo indicanti che l'area fu il sito di un'antica glaciazione.
A ovest degli 84° di longitudine est, la catena orientale del Tien Shan si biforca, suddividendosi in una catena sud-occidentale e una nord-occidentale, e racchiude la vasta depressione della valle dell'Ili (in kazako Ile; in cinese Yili) in Kazakistan, che gradualmente si allarga e diminuisce di quota procedendo verso ovest. Essa è cinta a nord dai monti Borohoro, che ospitano ghiacciai nella parte orientale e sono caratterizzati da creste dalle pendici ripide. Anche questa catena si abbassa gradualmente procedendo verso ovest, dove a una quota di 2.073 m si trova il grande lago Sayram, privo di emissari. La depressione dell'Ili è limitata a sud dalle più alte montagne del Tien Shan centrale - i monti Halik, che culminano a 6.811 m, e gli isolati monti Ketpen (o Ketmen), che si innalzano fino a 3.474 m nella parte centrale della depressione.

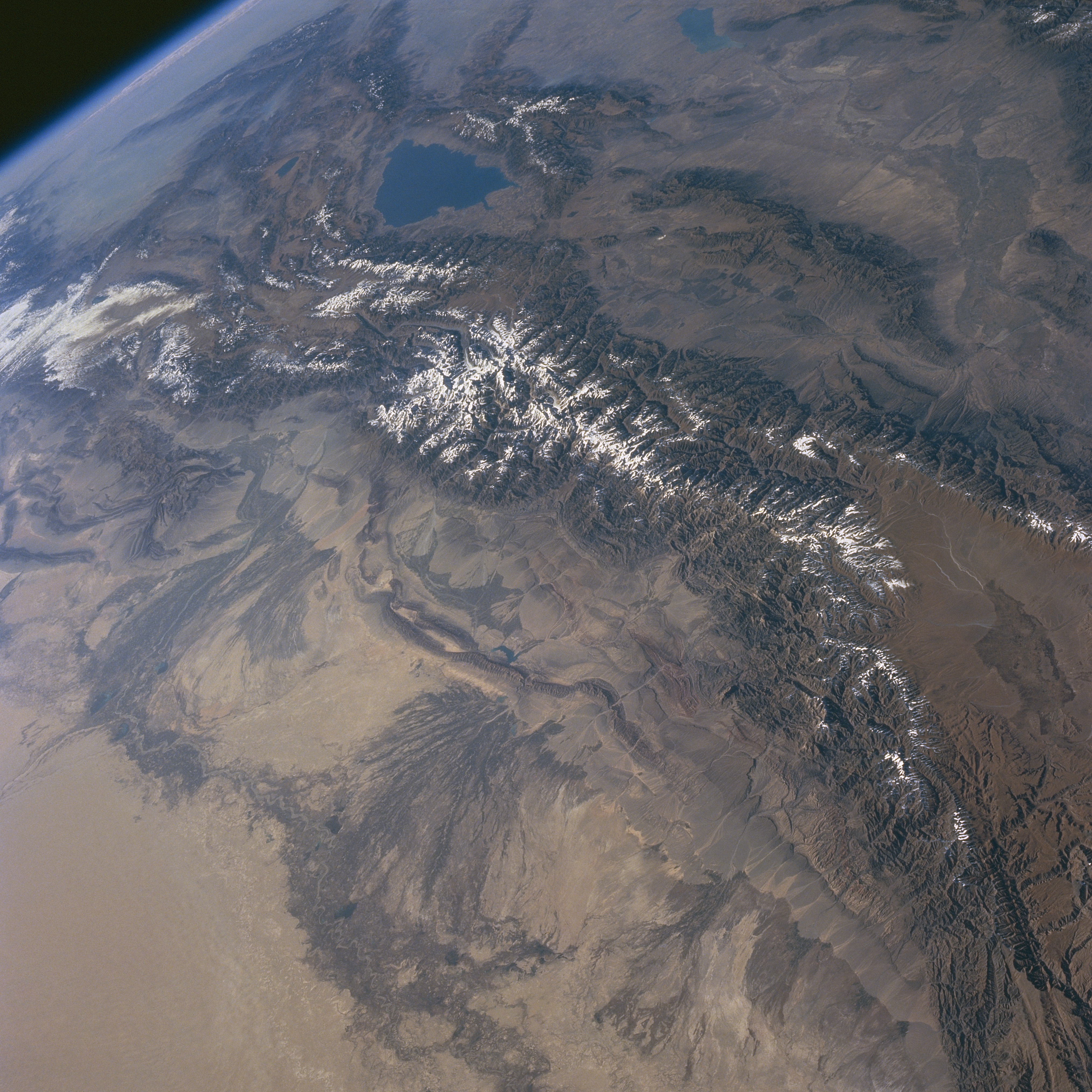
I monti del Tien Shan visti dallo spazio (ottobre 1997), con il lago Ysyk in Kirghizistan in alto.

L'estremità settentrionale del settore kazako del Tien Shan forma i monti Zhonggar Alataū (o Džungarski Alataū) (4.464 m), soggetti a considerevole azione glaciale. A sud i monti Ile Alataū (o Trans-Ili Alataū) si innalzano improvvisamente sulla depressione dell'Ili fino a un'altezza di 4.973 m. La transizione successiva delle zone climatiche, determinata dall'altitudine, dalle steppe aride e asciutte delle quote inferiori alle zone glaciali delle cime, è ben evidente sulle pendici settentrionali di questa catena. Anche i monti Kyrgyz Ala (o Qyrghyz Ala) e Talas Alataū, che si innalzano al di sopra dei 4.000 m e sono situati più a ovest, appartengono alla catena esterna del Tien Shan settentrionale. Vi è una grande differenza altitudinale tra queste creste montuose esterne e le pianure sottostanti. I torrenti, di conseguenza, scendono lungo i fianchi delle montagne attraverso profonde gole e, raggiunte le pianure, formano vasti conoidi alluvionali di limo e fango. Sul terreno fertile formato da questo processo sono situate molte oasi e centri abitati, comprese le città di Almaty in Kazakistan e Bishkek in Kirghizistan. I monti Küngöy Ala (o Küngey Alataū) e Teskey Ala (o Terskey-Alataū) appartengono anch'essi al Tien Shan settentrionale. I Teskey Ala culminano a circa 5.300 m e cingono il vasto bacino del lago Ysyk (o Ysyk-köl), al centro del quale è situato il lago omonimo.
Il settore occidentale del bacino del fiume Ak-Say (Toshkan in Cina) e gran parte del bacino del fiume Naryn sono situati entro il bacino interno del Tien Shan. Questa regione è caratterizzata dall'alternanza di catene montuose relativamente brevi e vallate, entrambe estese da est a ovest. L'altitudine media di queste montagne varia da circa 3.000 a 4.600 m, mentre quella delle depressioni che le separano varia da 1.800 a 3.200 m. Le più importanti tra queste catene montuose sono i monti Borkoldoy, Dzhetym, At-Bashy e Kakshaal (o Kokshaal-Tau), con il Picco Dankova che culmina a 5.982 m.

L'altitudine delle montagne cresce sui monti Sary-Jaz (o Saryzhaz) nel Tien Shan centrale, situati a est dei monti Ak-Shyyrak (o Akshiyrak). Qui le distinte catene convergono gradualmente, formando l'elevato nodo orografico già menzionato, che comprende il Picco Khan Tängiri e il Pik Pobedy. 

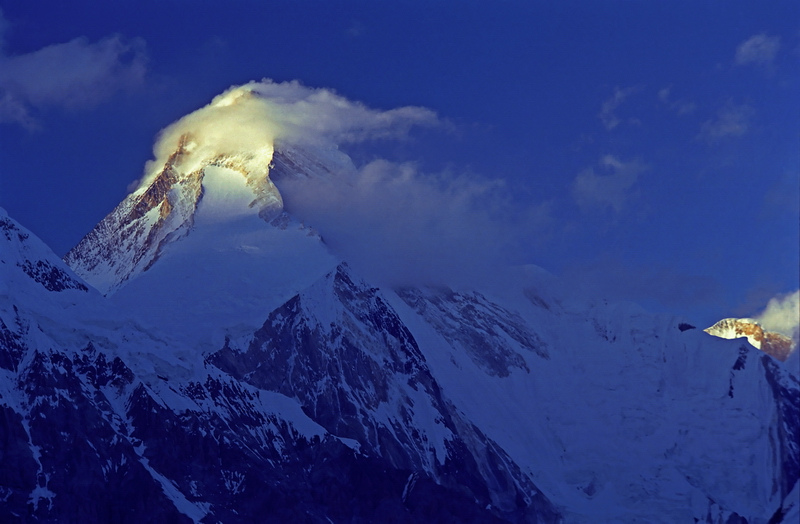
Peak Pobeda

Diversamente da gran parte delle catene del Tien Shan, che corrono approssimativamente lungo un asse est-ovest, i monti Fergana Kyrka, che separano la regione interna dal Tien Shan occidentale e meridionale, si allungano da sud-est a nord-ovest. Essi culminano a 4.940 m. Le pendici sud-occidentali mostrano tutta una varietà di zone climatiche nel corso della loro discesa graduale.
Le catene del Tien Shan occidentale si estendono a nord della valle di Fergana. In questa regione alcune catene brevi, ma elevate e scoscese, che corrono lungo un asse sud-ovest/nord-est incontrano i fianchi meridionali di catene che si allungano verso ovest e nord-ovest. Le cime più elevate si trovano sui monti Chatkal (4.503 m), e l'altitudine prevalente varia tra i 2.300 e i 3.200 m.
Le catene del Tien Shan meridionale (comprendenti, tra le altre, i monti Turkistan, Zeravshan e Alay) cingono a sud la valle di Fergana e si estendono prevalentemente da est a ovest. Culminano a 5.621 m, con varie vette che superano i 4.600 m. A sud il Tien Shan incontra il Pamir. Una serie di colline pedemontane si sviluppano lungo le pendici settentrionali di queste catene, e nelle pianure sottostanti sorgono oasi.

### Geologia
Le montagne del Tien Shan sono costituite principalmente da rocce cristalline e sedimentarie dell'era paleozoica (circa 540-250 milioni di anni fa). I bacini che si estendono tra le montagne sono ricoperti da sedimenti più giovani formatisi in breve tempo dall'azione erosiva dei fiumi della regione. Affioramenti di rocce granitiche si trovano in gran parte dei settori settentrionale e orientale del Tien Shan.

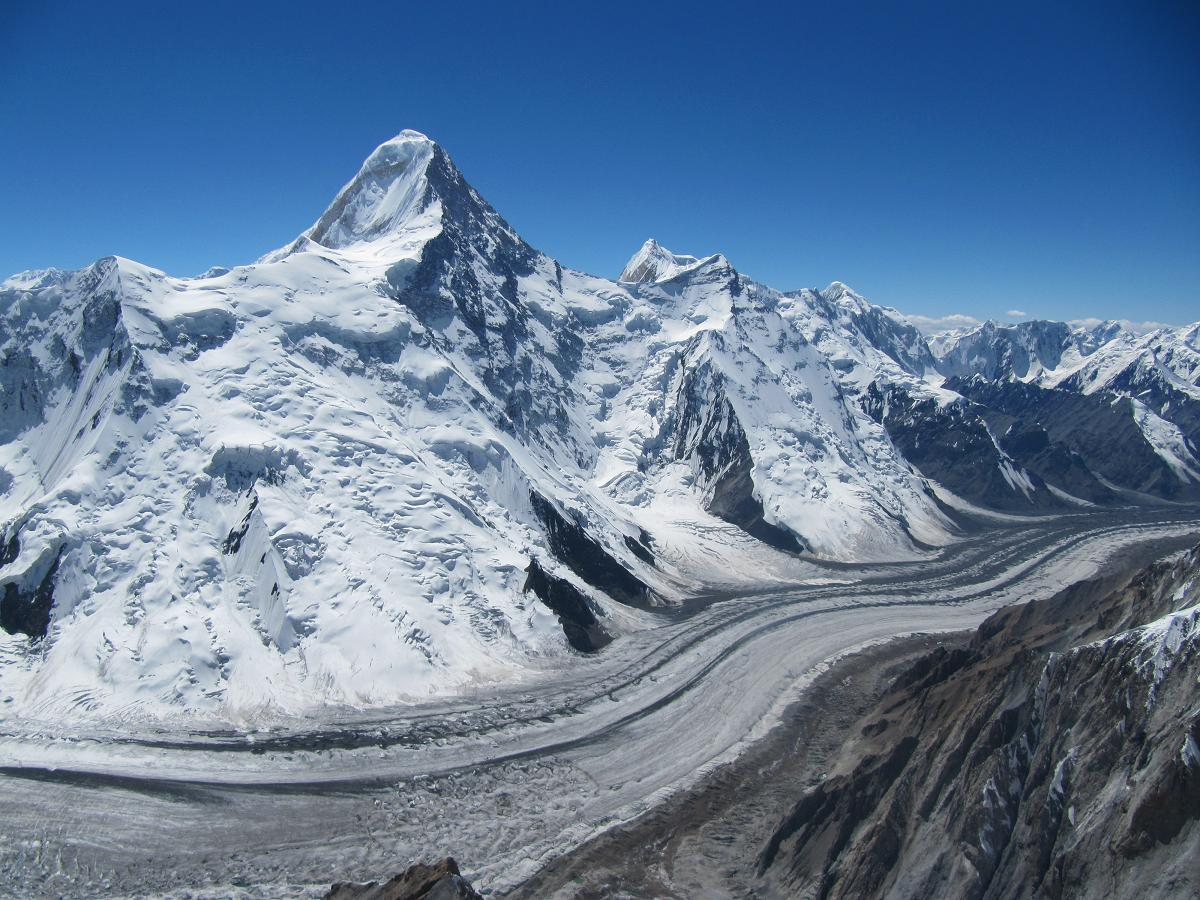
Khan Tengri

Il corrugamento dei settori settentrionale e orientale della regione avvenne durante l'orogenesi del Paleozoico inferiore; a quell'epoca essi si sollevarono dal mare che un tempo ricopriva la regione, e la loro copertura sedimentaria originale è stata quasi completamente cancellata dall'erosione. I settori meridionale e occidentale del Tien Shan, tuttavia, consistono principalmente da rocce sedimentarie metamorfosate (dalla struttura trasformata dal calore e dalla pressione) e, in minor quantità, da rocce intrusive e vulcaniche. Queste regioni sperimentarono un corrugamento durante il Paleozoico superiore.
Un nuovo stadio di sviluppo, protrattosi fino a oggi, ebbe inizio circa 25 milioni di anni fa. Esso è stato caratterizzato da improvvisi movimenti della crosta terrestre. Frammenti sciolti di roccia sono scivolati nelle vallate, formando accumuli; quelli nella valle di Fergana sono spessi quasi 8 km. In molte vallate si formarono laghi poco profondi, successivamente evaporati, che hanno lasciato al loro posto depositi salini.
Successivamente, i ghiacciai produssero sulle montagne morene costituite da sedimenti di massi, mentre ghiaia (sedimenti erosi dalle acque) e loess (sedimenti depositati dal vento) si accumularono nelle vallate. Nell'area avvengono movimenti di faglia, generalmente lungo i confini tra le creste montane e le valli. Movimenti orizzontali su vasta scala sono avvenuti lungo la grande faglia Talas-Fergana, che attraversa quasi l'intero sistema del Tien Shan lungo le pendici nord-orientali dei monti Fergana Kyrka e la loro estensione nord-occidentale. I movimenti più profondi sono associati ai catastrofici terremoti avvenuti a Verny (1887), a Kashgar (o Kashi; 1902), sulle catene del Tien Shan settentrionale (1911), e a Chatkal (1946) e Khait (1948).

### Glaciologia

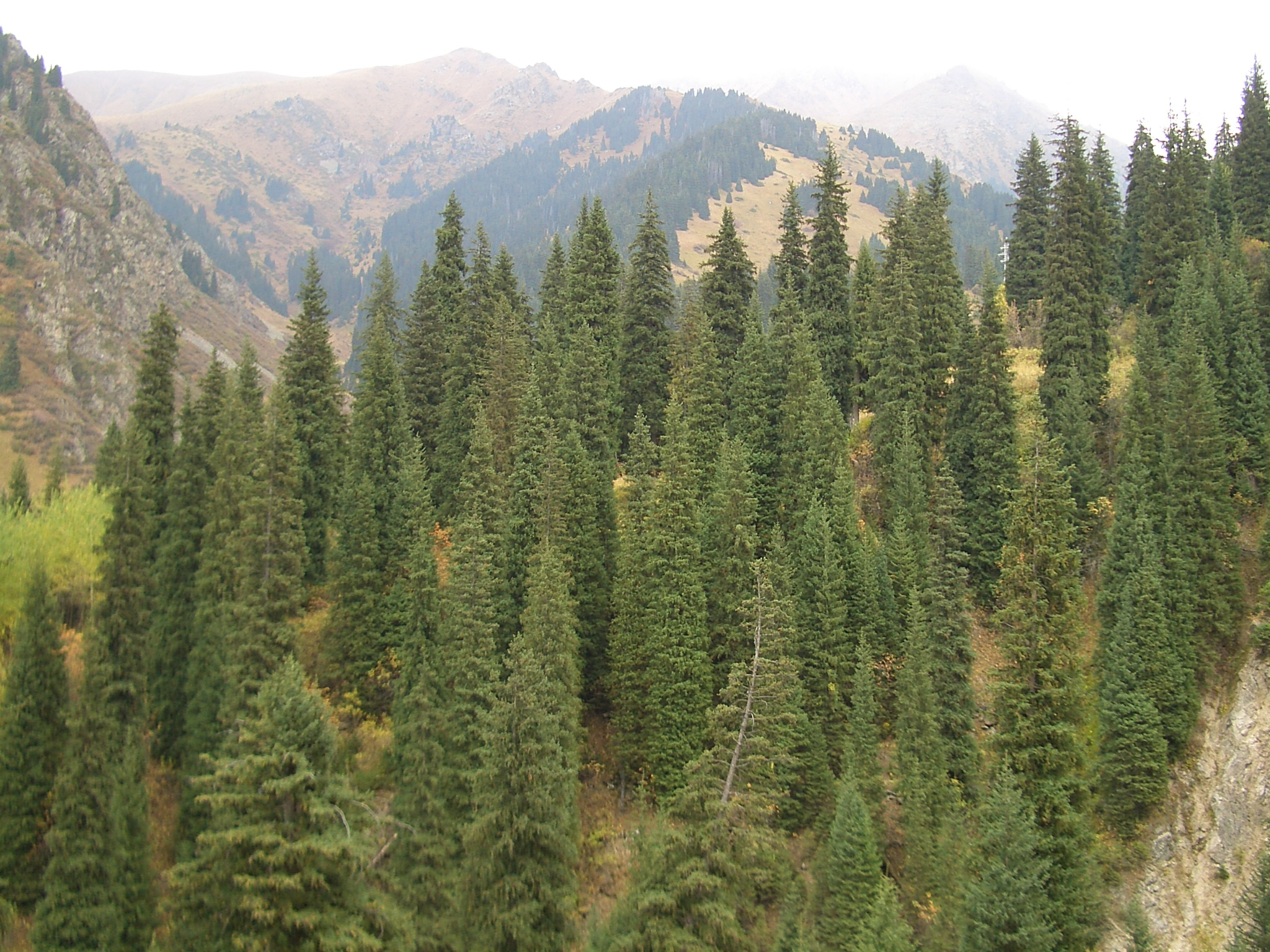
Veduta degli Ile Alataū (valle di Shymbulak).

La superficie totale occupata dai ghiacciai del Tien Shan è di circa 10.100 km², approssimativamente per i quattro quinti in Kirghizistan e Kazakistan. Le maggiori aree occupate dai ghiacciai sono quelle attorno al Khan Tängiri e al Pik Pobedy e i monti Eren Habirg. Molti ghiacciai si trovano inoltre sui monti Kakshaal, Ak-Shyyrak, Ile Alataū e sul Tien Shan meridionale. Il ghiacciaio più grande del Tien Shan è il ghiacciaio Engil'chek (o Inylchek), lungo circa 60 km; scende lungo le pendici occidentali del massiccio del Khan Tängiri e si suddivide in numerose ramificazioni. Tra gli altri grandi ghiacciai di quest'area ricordiamo il North Engil'chek (39 km) e quello situato in prossimità del passo Muzat (34 km). La lunghezza dei maggiori ghiacciai del Tien Shan, tuttavia, è di 10–19 km; più comuni sono i ghiacciai che occupano il fondo di vallate relativamente piccole, lunghi 2,4–5 km.
I ghiacciai vengono generalmente alimentati dalle nevi che cadono sui ghiacciai stessi o dalle valanghe provenienti dalle pendici circostanti. L'azione dei ghiacciai del Tien Shan è apparentemente in decrescita; la maggior parte dei ghiacciai stanno infatti recedendo o rimangono immobili. A partire dalla metà del XX secolo, tuttavia, i grandi ghiacciai della parte centrale del Tien Shan hanno effettuato avanzate a breve termine. I ghiacciai del Tien Shan alimentano molti grandi fiumi, tra cui il Naryn, il Sarydzhaz, l'Ili, l'Aksu e lo Zeravshan.

### Idrografia

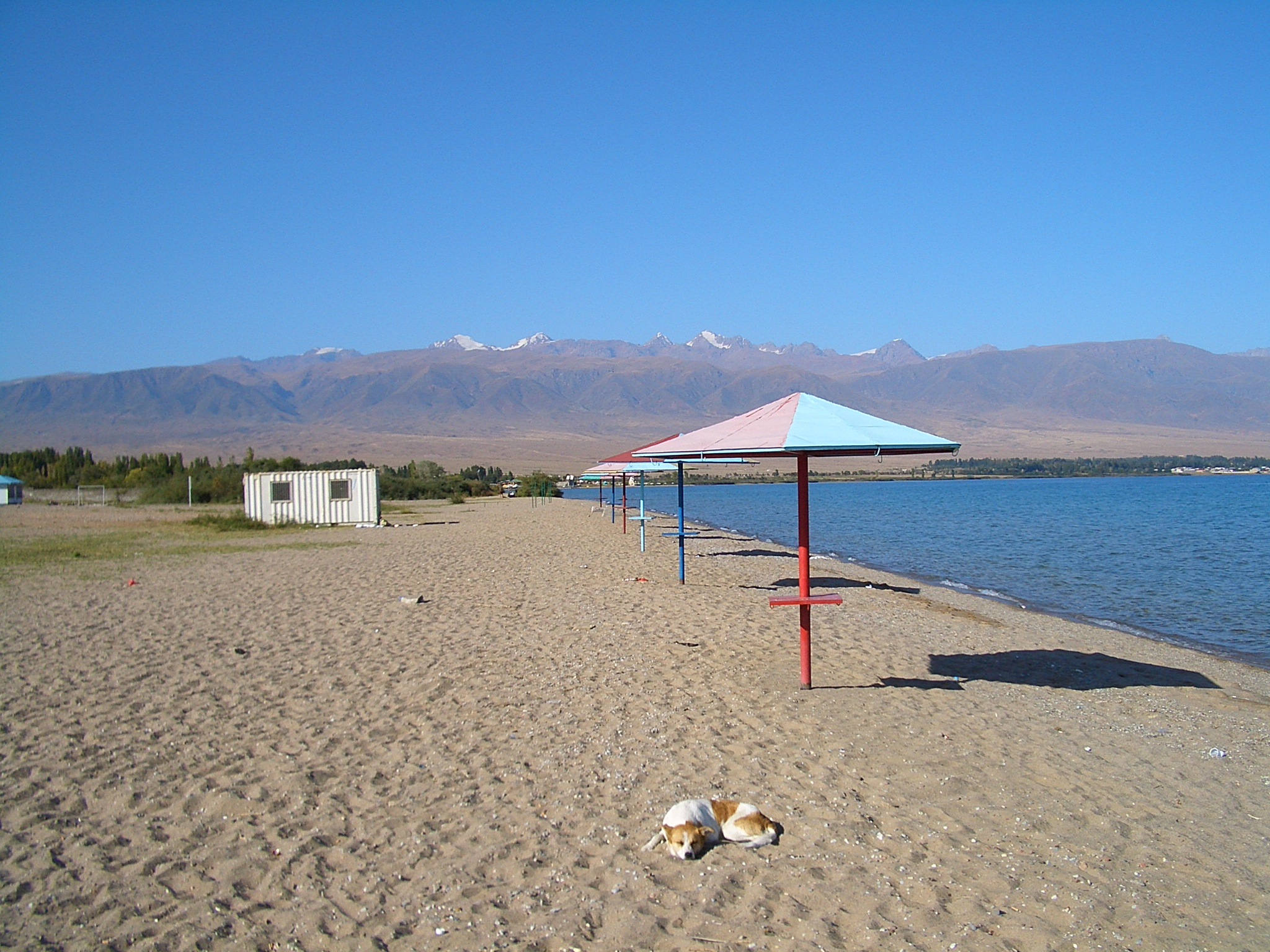
Le vette ammantate di neve dei Küngöy Ala viste da una spiaggia del lago Ysyk.

L'intervento umano alle altitudini inferiori ha modificato irreparabilmente l'intera rete idrografica del Tien Shan. Vasti sistemi di irrigazione nelle vallate pedemontane hanno ridotto notevolmente l'apporto delle acque dirette verso il mare d'Aral e il bacino del Tarim. Il prelievo di acque per impiego sia agricolo che urbano è particolarmente caratteristico dei fiumi Ili e Kaidu nel Tien Shan orientale. La portata attuale di questi fiumi è divenuta trascurabile. Perfino il livello del lago Ysyk, che ha acque salate, è diminuito in seguito a deviazioni periferiche. Centrali idroelettriche sono state costruite in un gran numero di gole; la diga di Toktogul sul fiume Naryn è la più grande. Inoltre, piccoli impianti sfruttano l'energia dei fiumi occidentali, quali il Kaxgar (o Kashgar), l'Ak-Say e l'Aksu, in piena per il disgelo estivo.

### Clima
La posizione del Tien Shan al centro dell'Eurasia governa il suo clima spiccatamente continentale, caratterizzato da grandi escursioni termiche tra estate e inverno. La caratteristica aridità della regione si manifesta nei deserti e nelle regioni aride circostanti. L'area assorbe molto calore solare, e ogni anno vi sono circa 2.500 ore di Sole. Il clima si fa progressivamente più rigido e più umido man mano che aumenta l'altitudine delle montagne. Le zone di permafrost (suolo con temperature perennemente al di sotto degli 0 °C per due o più anni) sono molto frequenti al di sopra dei 2.750 m. Le masse d'aria prevalenti vengono trasportate sul Tien Shan da venti occidentali carichi di umidità provenienti dall'oceano Atlantico. Gran parte delle precipitazioni cade sulle pendici sopravvento occidentali e nord-occidentali tra i 2.300 e i 2.750 m; esse variano da un minimo di 710–790 mm annui a un massimo di 1.500–2.000 mm annui.

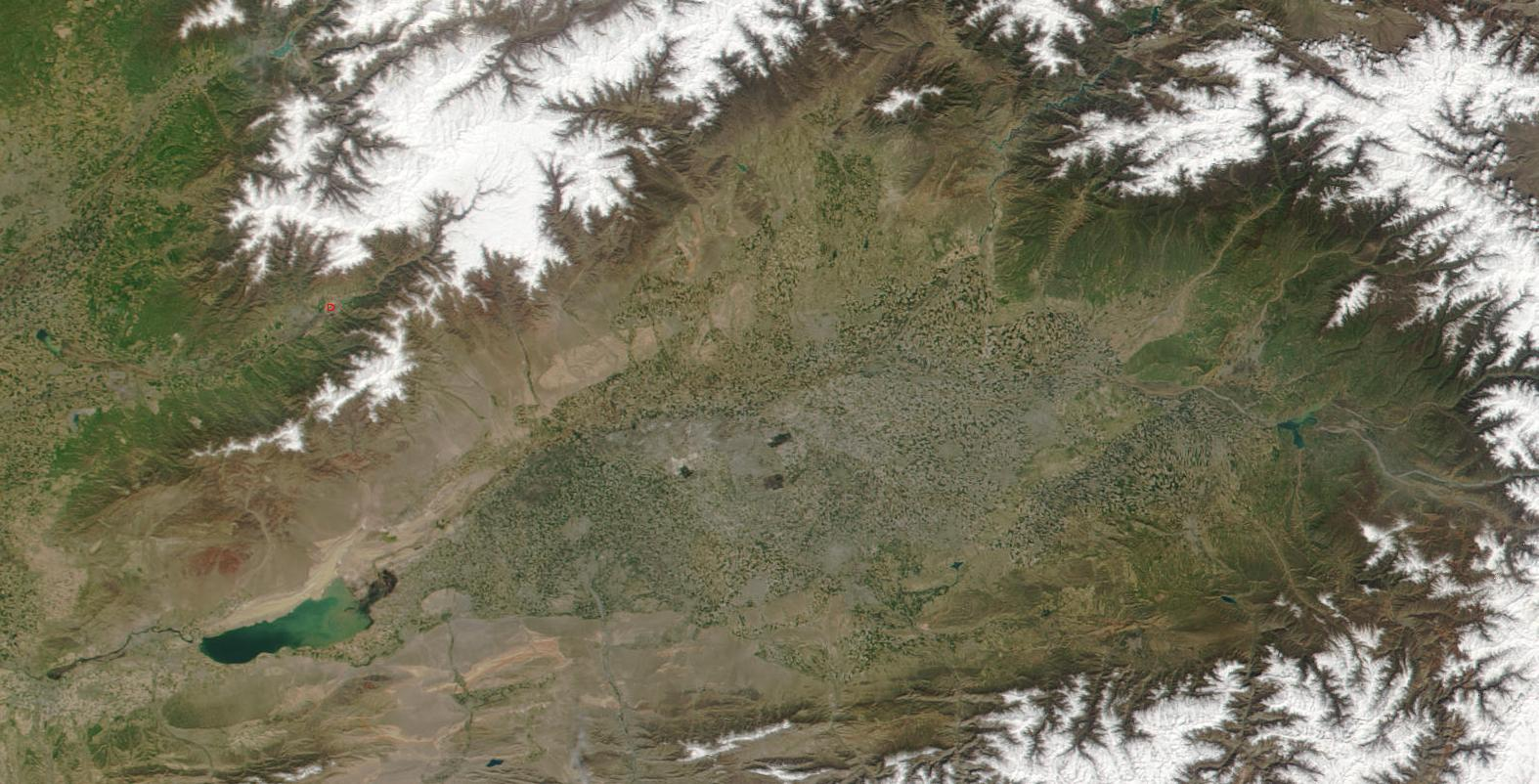
Valle di Fergana dal satellite

A est e nelle regioni interne del Tien Shan, il totale delle precipitazioni scende a 200–400 mm, e in alcune località addirittura a meno di 100 mm. Sul Tien Shan meridionale la maggior parte delle precipitazioni cade in marzo e aprile, e l'estate è asciutta. Sul Tien Shan occidentale e settentrionale, la maggior parte delle piogge cadono nel periodo caldo dell'anno, con un massimo in aprile o maggio. Gran parte delle piogge nelle regioni interne e orientali del Tien Shan cadono durante i mesi estivi. Molte valli di montagna vengono utilizzate come pascoli invernali a causa della scarsa quantità di neve che cade durante l'inverno.
Nel Tien Shan le temperature variano molto, soprattutto in base all'altitudine. L'estate è calda nelle colline pedemontane: le temperature medie in luglio possono raggiungere i 27 °C nella valle di Fergana, i 23 °C nella depressione della valle dell'Ili, e addirittura i 34 °C a est, nella depressione di Turfan, dove il clima è ancora più continentale. La temperatura in luglio a una quota di circa 3.200 m nel Tien Shan interno scende fino a 5 °C, e possono esserci gelate in ogni periodo dell'estate. La temperatura media di gennaio nella valle di Fergana è di -4 °C, nella depressione dell'Ili di -10 °C e nelle regioni alpine del Tien Shan interno può scendere fino a -23 °C; in alcuni luoghi (in particolare nella valle dell'Ak-Say) sono state registrate temperature anche di -50 °C.

### Flora

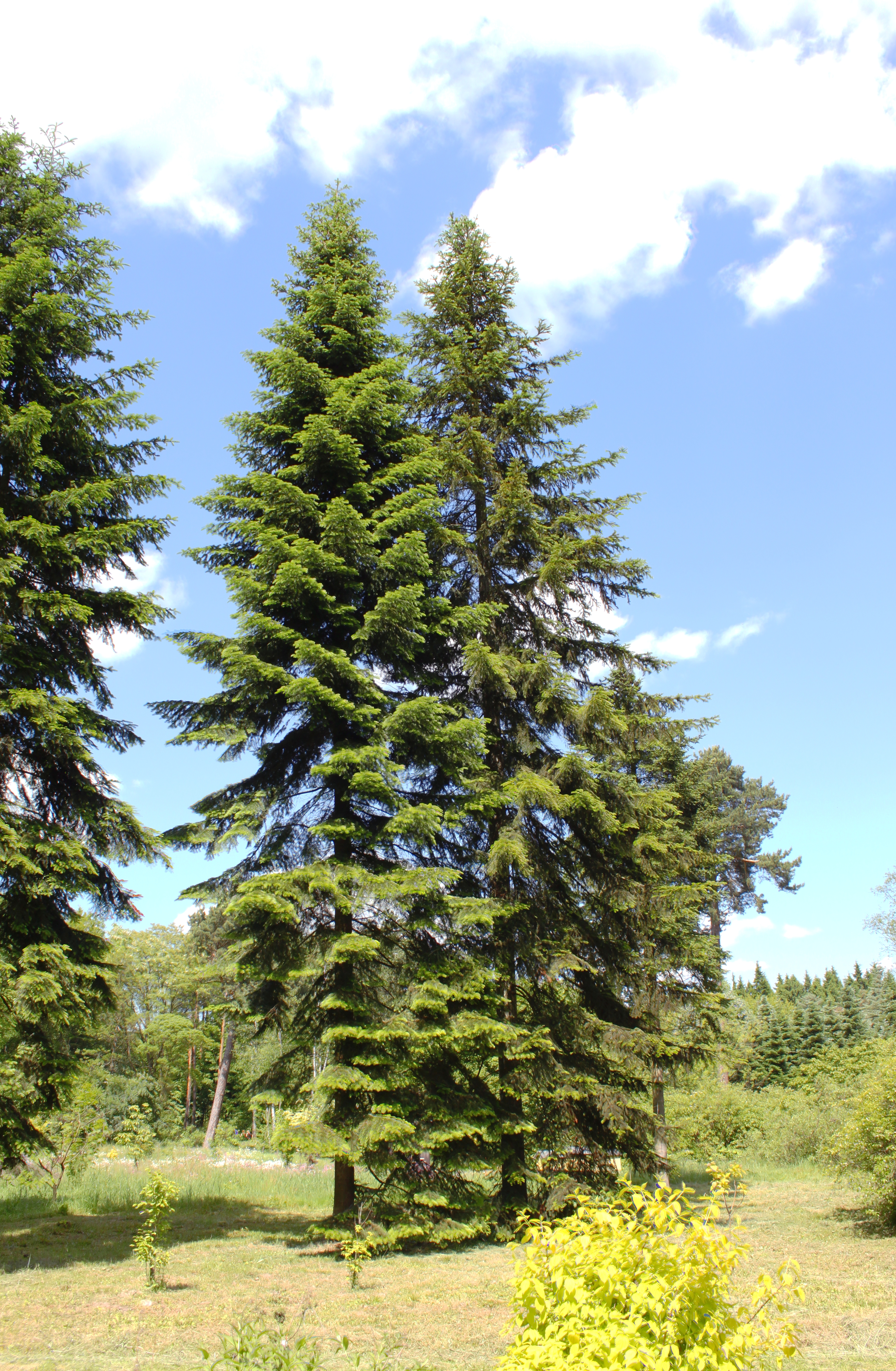
Abete tipico siberiano della catena

Le caratteristiche della flora della regione sono determinate per lo più dalle distinte zone di altitudine, alle quali corrisponde una diversa distribuzione di suoli e vegetazione. Nelle colline pedemontane e nelle pianure ai piedi delle montagne, si trovano generalmente aree semidesertiche e desertiche; nella sezione orientale queste zone si incontrano fino a 1.500–1.800 m di quota. Nel Tien Shan tali zone sono caratterizzate da crescite di vegetazione effimera che appassisce agli inizi dell'estate; erbe xerofile (resistenti alla siccità), assenzio e specie deserticole di arbusti del genere Ephedra sono diffuse un po' in tutta l'area. L'ambiente naturale più comune del Tien Shan è la steppa, che si incontra a quote comprese tra i 1.050 e i 3.350 m. In Cina e nelle repubbliche dell'Asia centrale sono state intraprese apposite misure per ripristinare vaste aree di steppa che erano state danneggiate dal sovrappascolo.
Le foreste del Tien Shan occupano la fascia compresa tra steppe e prati alpini. Si sviluppano principalmente sui versanti settentrionali a quote comprese tra i 1.500 e i 3.000 m. Sui versanti più bassi delle catene esterne, le foreste sono prevalentemente decidue, costituite da aceri e pioppi tremuli, con una grande varietà di alberi da frutto selvatici (meli e albicocchi). Vaste aree dei versanti sud-occidentali dei monti Fergana Kyrka sono occupate da antiche foreste di noci. Boschetti di pistacchi, noci e ginepri si possono rinvenire fino a 2.000 m di quota sui versanti in ombra di alcune catene del Tien Shan occidentale e centrale. A nord e a est della valle di Fergana, predominano le foreste di conifere (molto importante è un endemismo, Abies sibirica semenovii, sottospecie di A. sibirica che vegeta sui Monti Talas Alataū). A quote più elevate esse vengono spesso rimpiazzate da foreste sparse di ginepri. Le foreste paludose che crescono sul fondo delle vallate fluviali, in cui crescevano originariamente pioppi tremuli, betulle, pioppi e vari arbusti, si trovano a grande distanza dalla zona di foresta. Nel corso dei millenni, il prelievo di legna da ardere ha ridotto gran parte del manto boschivo in alcune aree, anche se il trasferimento forzato di molti abitanti di montagna nelle valli irrigate a partire dalla seconda metà del XX secolo ha invertito il processo.
Le radure e le zone adiacenti alla linea superiore degli alberi sono generalmente ricoperte da prati. Prati subalpini di erbe miste e cereali si estendono fin quasi a 3.000 m sui più umidi versanti settentrionali, ma su quelli meridionali questi vengono generalmente rimpiazzati da steppe di montagna. Prati alpini di erbe basse si spingono fino a 3.500 m. Nelle regioni interne e orientali del Tien Shan, a quote comprese tra i 3.400 e i 3.700 m e talvolta superiori, le aree pieneggianti e i versanti dai pendii più dolci sono ricoperti da «deserti freddi», con vegetazione sparsa e breve. Muschi e licheni sono diffusi nelle aree della zona glaciale prive della copertura del suolo.

### Fauna

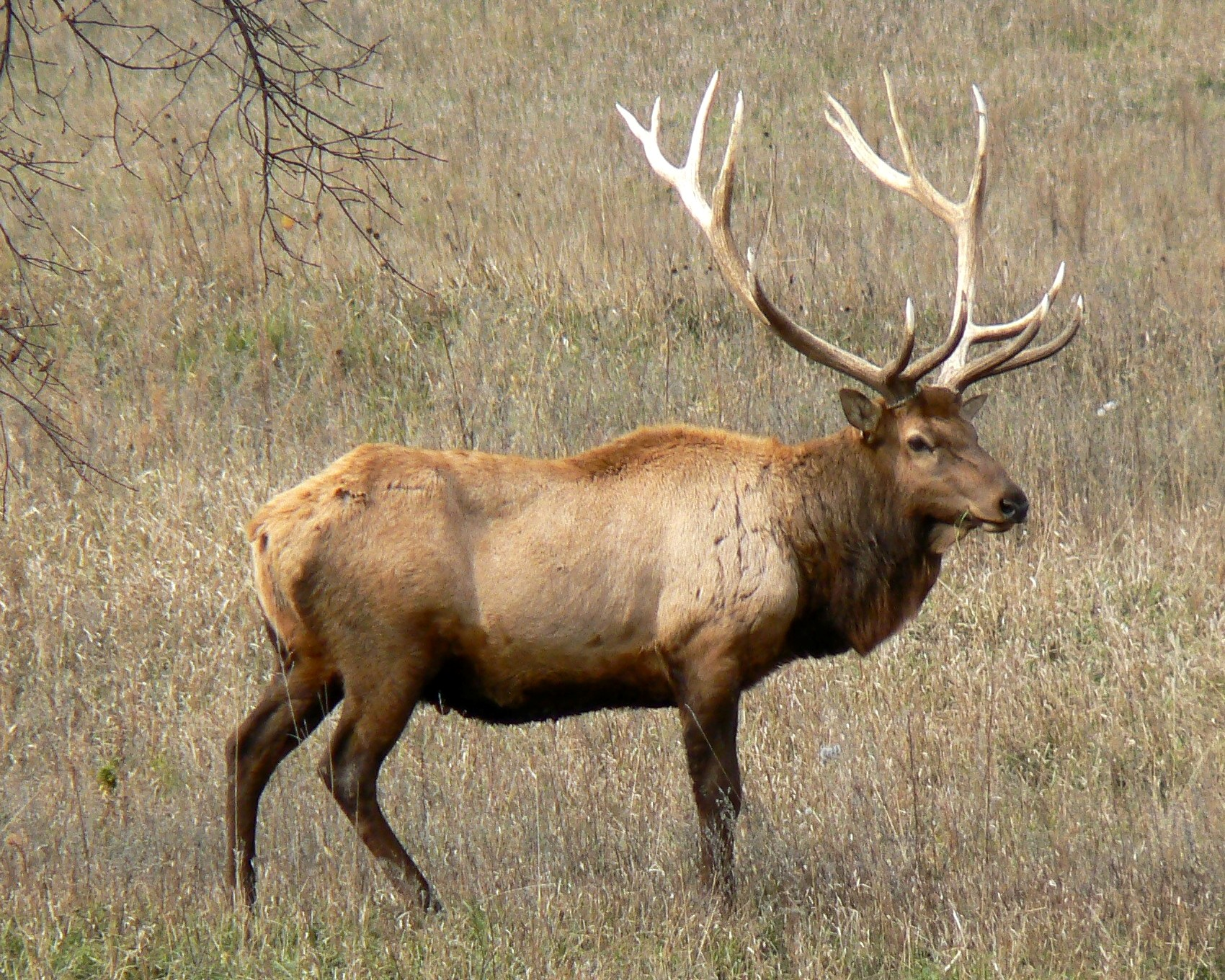
Wapiti

La diversità e la distribuzione degli animali e degli uccelli del Tien Shan sono cresciute sensibilmente in seguito al trasferimento di gran parte della popolazione umana verso quote inferiori. Tra le specie tipiche della fauna di montagna figurano lupi, volpi ed ermellini. Sono presenti anche molte specie esclusive dell'Asia centrale, che abitano prevalentemente sulle montagne più elevate; tra queste ricordiamo leopardi delle nevi, stambecchi, wapiti della Manciuria, caprioli e argali. La zona di foresta-prato-steppa è abitata da orsi, cinghiali, tassi, arvicole, membri della famiglia dei gerboa (roditori saltanti notturni) e membri della famiglia degli Ocotonidi (mammiferi dalle orecchie corte parenti dei conigli). Tra i molti uccelli ricordiamo pernici di montagna, piccioni, gracchi alpini, corvi, ballerine di montagna, codirossi, birket (una particolare sottospecie dell'aquila reale), avvoltoi, galli delle nevi himalayani e altre specie. Le zone inferiori - regioni desertiche e semidesertiche - sono visitate da animali provenienti dalle pianure limitrofe, quali antilopi, gazzelle, lepri di Tolai e criceti grigi. Sono presenti anche lucertole e serpenti.

## Popolazioni

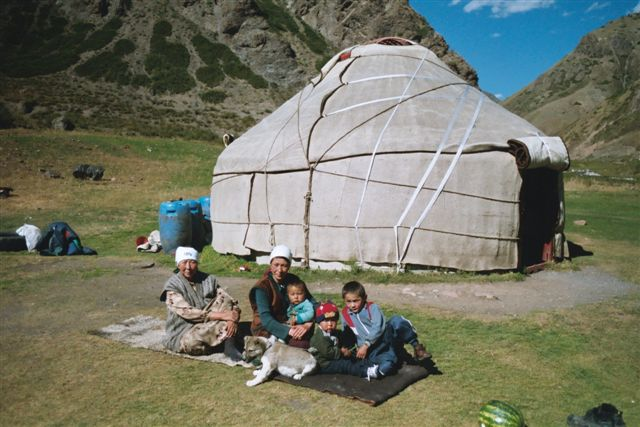
Famiglia di nomadi kirghisi con la loro iurta.

Situato lungo il confine tra Turkestan orientale e occidentale, il Tien Shan è la dimora di molti gruppi etnici. I più numerosi tra questi sono i Kirghisi e gli Uiguri, concentrati rispettivamente a ovest e a est. Altri gruppi che risiedono lungo le aree periferiche sono Kazaki, Mongoli e Uzbeki. La porzione cinese della valle dell'Ili ha attratto una grande quantità di immigrati, compresi rifugiati da disordini civili provenienti da altre regioni. Una contea autonoma per i Mongoli, di religione buddhista, è situata nel Tien Shan orientale; l'islamismo sunnita predomina presso le comunità kirghise e uigure, mentre piccole comunità relitte di ebrei e di cristiani ortodossi russi sono presenti a Ürümqi e nei suoi dintorni nella regione autonoma uigura dello Xinjiang, in Cina. Durante la seconda guerra mondiale molti gruppi etnici russi, ucraini, ebrei, tatari e caucasici provenienti dal settore occidentale dell'Unione Sovietica furono trasferiti nelle città-oasi del Tien Shan sovietico. Con il consolidamento del controllo cinese nel Turkestan orientale, i Cinesi (Han) sono divenuti ubiquitari negli insediamenti urbani del Tien Shan orientale.
I grandi centri abitati sono etnicamente diversificati. Le città della valle di Fergana attraggono lavoratori immigrati provenienti dal territorio circostante, e lo stesso fanno le capitali regionali di Bishkek, in Kirghizistan, e Almaty, in Kazakistan; nel settore orientale cinese della catena montuosa domina la grande città di Ürümqi. La sedentarizzazione forzata di popolazioni nomadi e transumanti veniva praticata in precedenza sia dal governo cinese che da quello sovietico, ma attualmente alcuni spostamenti stagionali sono stati restaurati, e le pratiche agricole si sono adattate a questo utilizzo variabile del territorio. Nonostante l'ambiente marginale del Tien Shan, migranti provenienti dalla Cina orientale, dalla Siberia e dall'Asia centrale continuano a trasferirsi in gran numero nella regione. Le montagne e i laghi, specialmente quelli in prossimità dei centri urbani, attraggono numerosi visitatori estivi.

## Storia

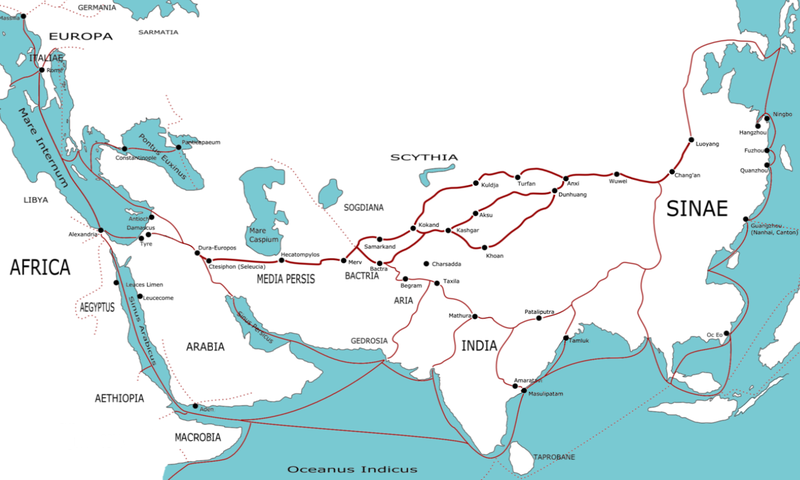
Un ramo dell'antica Via della seta passa sotto il Tien Shan

Nell'antichità la Via della Seta che collegava la Cina e l'Asia sud-occidentale correva lungo il margine meridionale del Tien Shan. Una serie di conflitti continentali limitò l'utilizzo di questa rotta dopo il 1500 circa. Le ambizioni delle potenze imperiali - Russia, Cina e Gran Bretagna - alla fine del XIX secolo cancellarono le unità politiche tribali della regione. Le dispute per il controllo del territorio vennero successivamente risolte e furono stabilite precise linee di confine.
A partire dalla seconda guerra mondiale le principali esplorazioni scientifiche della regione sono state di natura applicata. Nell'area sono state effettuate ricerche per valutare lo sfruttamento a scopo agricolo delle acque del disgelo estivo, ricerche geomorfologiche per determinare la stabilità dei versanti nei pressi delle vie di trasporto, e ricerche biogeografiche sul campo volte ad aumentare la produttività di praterie e foreste. L'estesa mappatura delle montagne, effettuata in particolare dai cinesi, ha permesso una pianificazione dettagliata per la costruzione di strade e siti industriali.

## Economia

### Risorse naturali
L'irrigazione, sia attraverso i sistemi tradizionali di acquedotti sotterranei che drenano il substrato acquifero adiacente ai corsi d'acqua di deflusso o attraverso grandi reti di canali, fornisce la base per gli insediamenti umani. Nelle vallate, l'irrigazione permette la crescita di cotone, frumento e colture foraggere e consente di innaffiare i pascoli. Sui versanti liberi dal gelo dei conoidi alluvionali, gli alberi da frutto vengono coltivati in tutti gli insediamenti delle repubbliche dell'Asia centrale. L'allevamento dei bovini ha in gran parte rimpiazzato la pastorizia tradizionale di pecore e capre nel settore occidentale della catena montuosa, mentre un allevamento misto di pecore e cavalli prevale nel settore orientale; nell'est viene inoltre allevato un piccolo numero di yak e cammelli della Battriana.
Il Tien Shan è ricco di minerali. Petrolio, gas naturale e carbone sono presenti nelle vallate, mentre le alte montagne contengono quantità commerciali di vari metalli non ferrosi (antimonio, mercurio, piombo, zinco, nichel e tungsteno) e di fosfati. L'estrazione di petrolio e gas naturale e l'estrazione e la lavorazione di metalli non ferrosi ha stimolato la rapida industrializzazione dei versanti settentrionali delle catene orientali; la trasformazione dei prodotti alimentari e la produzione tessile sono le altre principali attività industriali nelle repubbliche. Nell'area di Ürümqi, in Cina, predominano la produzione di veicoli a motore e l'industria alimentare.

### Trasporti

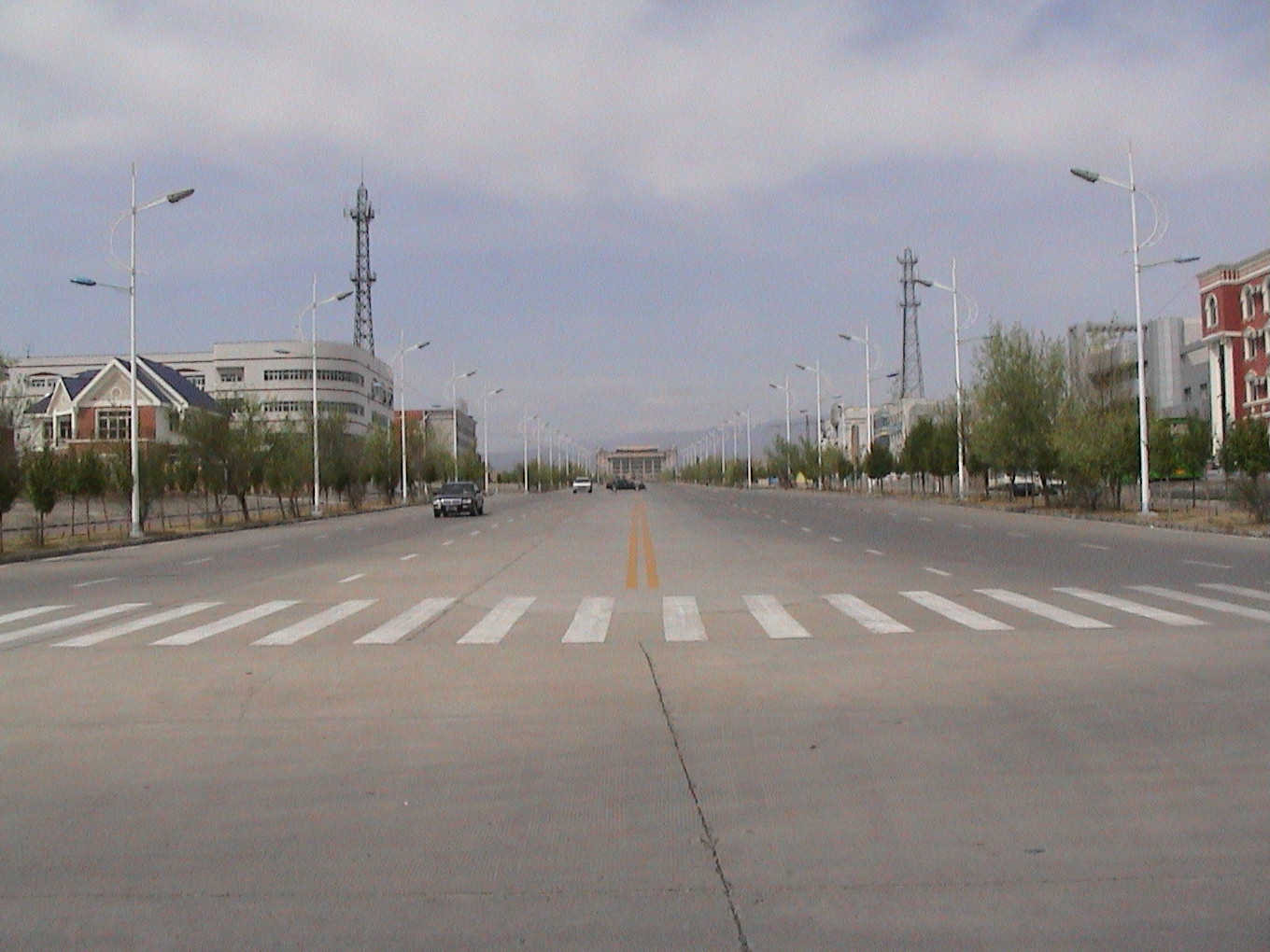
Porta di Zungaria

A partire dalla fine della seconda guerra mondiale, sono stati fatti notevoli investimenti nelle infrastrutture di trasporto della regione. Le ferrovie delle repubbliche attualmente sono collegate a quelle della Cina attraverso la porta di Zungaria (un passo al confine tra Cina e Kazakistan) e le sponde del lago Ysyk. Le ferrovie del lato cinese penetrano a ovest fino al bacino del Tarim e alla valle di Fergana. Strade collegano le valli più interne, e un servizio aereo giornaliero è disponibile nella maggior parte delle città. Il lago Ysyk e il fiume Ili vengono sfruttati come vie d'acqua.